# Richard Edghill
Richard Edghill (Oldham, 23 settembre 1974) è un ex calciatore inglese, di ruolo difensore.

## Palmarès

### Club

#### Competizioni nazionali
- Football League Championship: 1

Manchester City: 2001-2002